# 喬治·華盛頓號郵輪
喬治·華盛頓號郵輪（英語：SS George Washington）為德國北德意志-勞埃德公司於1908年建造的遠洋定期船，設籍於不來梅，船名來自美國第一位總統喬治·華盛頓。一次大戰期間，該船曾以USS 喬治·華盛頓（(ID-3018)）和USAT 喬治·華盛頓（USAT George Washington）為名，分別服役於美國海軍和陸軍。戰間期時，它改回到原先的名字繼續運行。二戰期間，它再次受到美國陸軍和海軍的徵召，而海軍則是以美國海軍陸戰隊准將阿爾伯提斯·W·凱特林為名，將它命名為USS 凱特林（ (AP-19)）。
喬治·華盛頓號郵輪在1908年啟用後，成為了當時德國最大和世界第三大的船隻。喬治·華盛頓郵輪的設計初衷是追求舒適的搭乘環境，因此它的頭等艙相當的奢華，但航速就沒有太大的亮點。喬治華盛頓郵輪最多可乘坐2900人，1909年1月，它從不來梅出發前往紐約，開始了它的處女航。1911年6月，英國喬治五世的海上加冕閱兵中，喬治·華盛頓郵輪是其中最大的船隻。
1912年4月14日，喬治·華盛頓號郵輪在紐芬蘭大淺灘遇到了一座巨大的冰山並警告了附近區域的船隻，包括後來沉沒在附近的白星航運郵輪－鐵達尼號。當時的新聞相當喜愛報導哪些知名歌手、演員或政治家等知名人物搭乘了喬治·華盛頓號郵輪。
一戰爆發後，喬治·華盛頓郵輪被當時保持中立的美國扣押，直到1917年4月美國參戰。喬治·華盛頓號後來被美國政府徵收並交給海軍用做運兵船。美國海軍將其命名為USS 喬治·華盛頓號（USS George Washington(ID-3018)）。1917年12月，裝載了美國大兵的USS 喬治·華盛頓號開始了它在美國海軍的生涯。
貢比涅停戰協定後，喬治·華盛頓號總計運送了48,000人前往法國和34,000人回到美國，其中包含美國總統伍德羅·威爾遜。威爾遜曾兩次搭乘喬治·華盛頓號前往法國參加巴黎和會。喬治·華盛頓號在1920年退役，並轉交給美國海運委員會使用。委員會將該船改回原先的名字， 並供美國郵務汽船公司和美國海運從事跨大西洋的載客服務。1931年，從事載客服務十年後，喬治·華盛頓號郵輪被閒置於馬里蘭州的帕塔克森特河。
二戰期間，該船再次被美國海軍徵用，並改名為USS 卡特林（(AP-19)）。之後該船在租借法案之下被租借給英國六個月，但是其老舊的燃煤引擎實在是太慢，難以取得其預估的作戰效益。1943年，換裝成燃油引擎後，該船被租借給了美國陸軍，名為USAT 喬治·華盛頓，在世界各地執行了許多運兵任務。1944－1947年間，它定期航行於英國和地中海，最後在巴爾的摩閒置，結束它在軍中的生涯。1951年1月，喬治·華盛頓號慘遭大火烧毁，一個月後，由於受損嚴重，它被報廢並作為廢鐵出售。

## 設計及建造

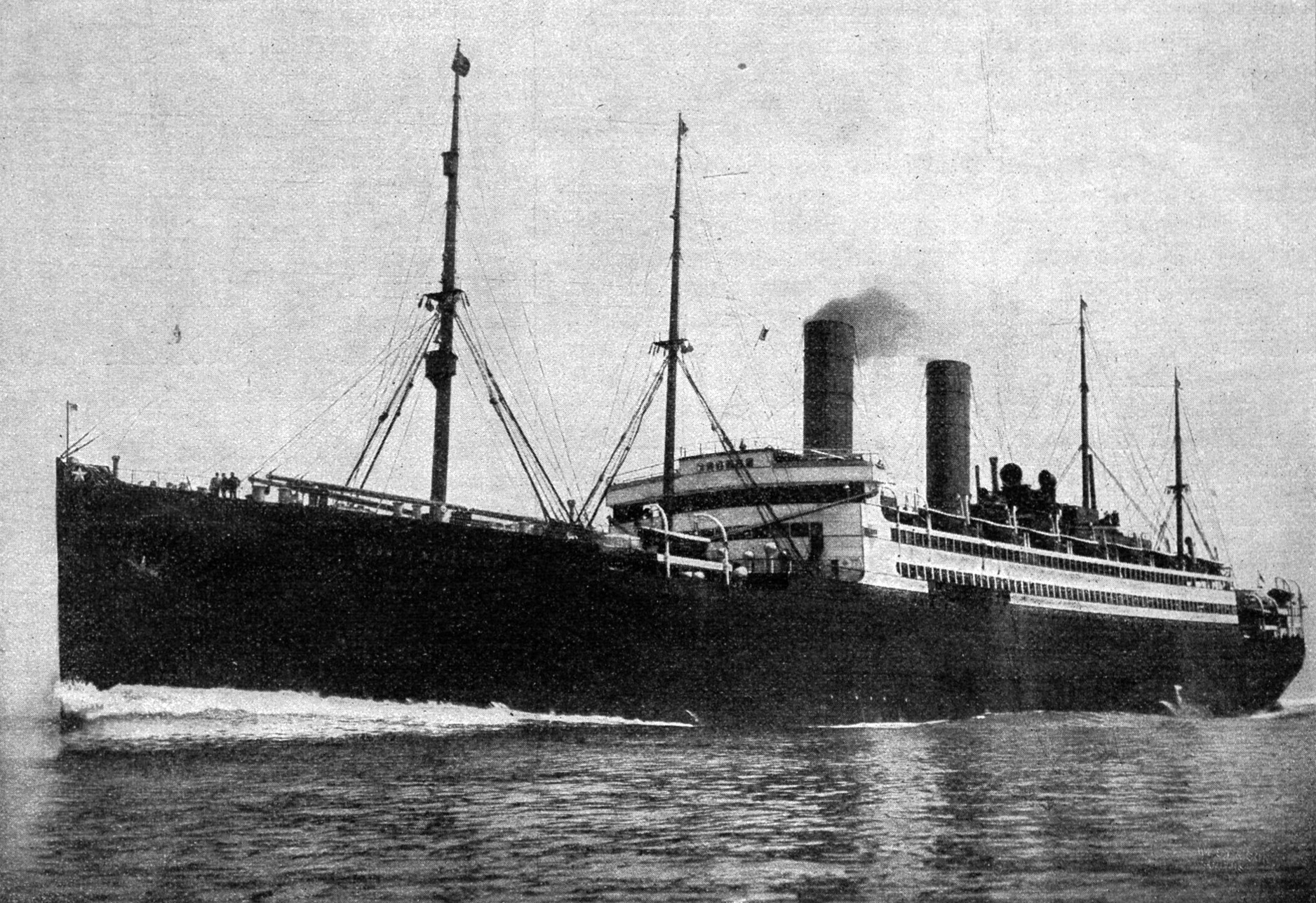
1909年，航行中的喬治·華盛頓號郵輪

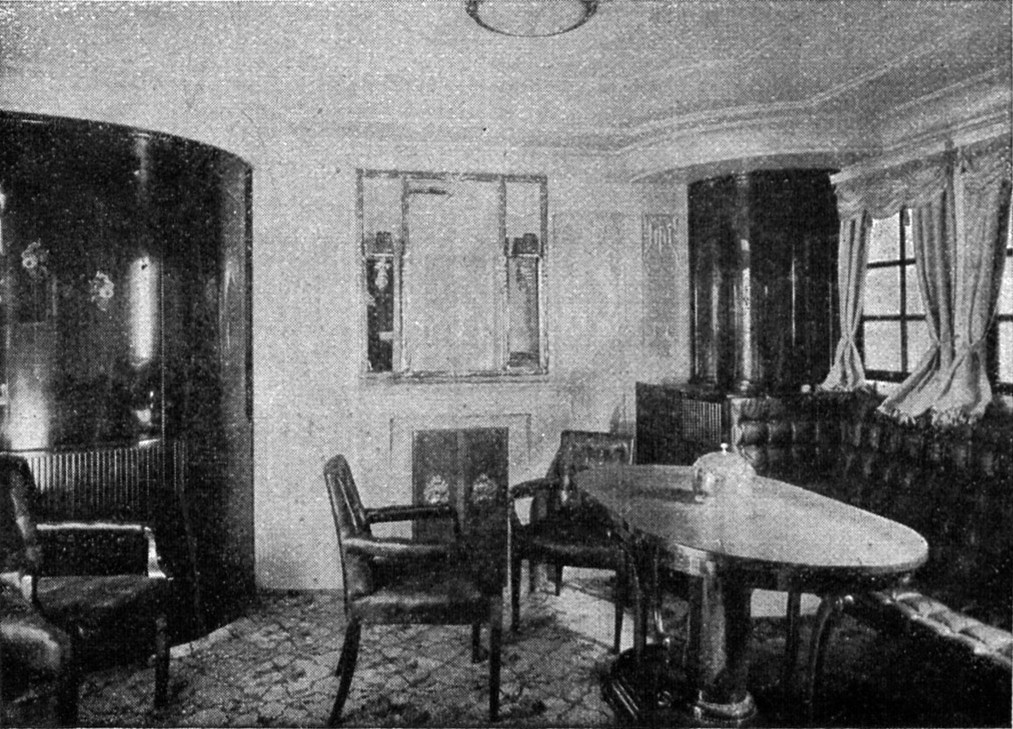
船上的頭等艙，1909年

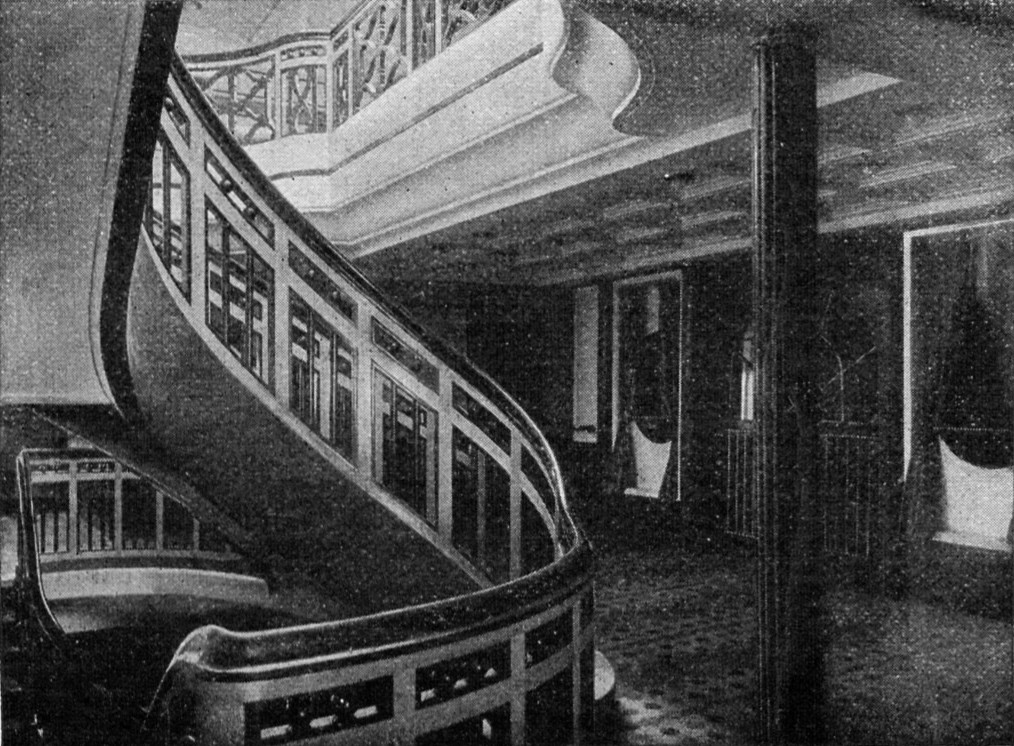
船上的樓梯

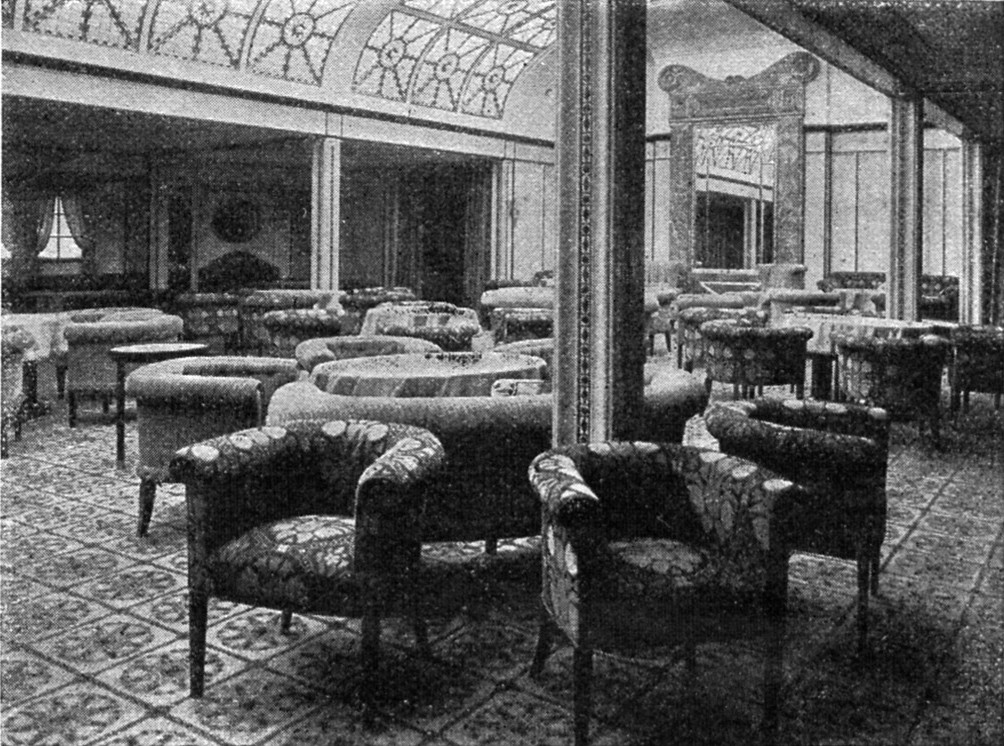
船上的花園及酒吧

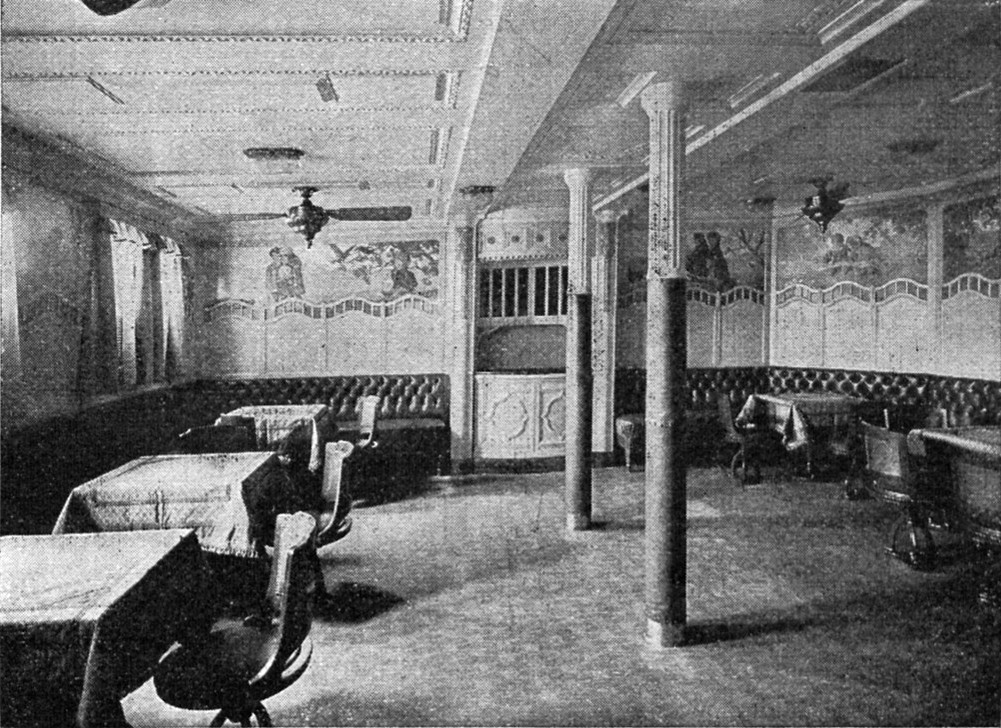
兒童遊樂房

喬治·華盛頓號郵輪由伏爾鏗造船廠在德國斯德丁耗時兩年（1907－1908年）建成。北德意志-勞埃德公司計畫將該船用於不來梅到紐約的客運航線，因此決定以首位美國總統喬治·華盛頓之名來命名這條船，希望能藉此吸引當時在跨大西洋航運佔有大量占比的移民，和以此減少抵達時的手續。1908年11月10日，在美國駐德大使大衛·傑恩·希爾主持下，該船舉行下水和命名典禮。下水後，喬治·華盛頓號郵輪僅次當時冠達郵輪擁有的盧西塔尼亞號和毛里塔尼亞號郵輪，為世界上第三大的遠洋定期船，同時也將德國漢堡-美洲航運公司擁有的奧古斯都·維多利亞女皇號擠下，成為德國最大的船隻，直到1913年漢堡-美洲航運公司的祖國號下水為止。
喬治·華盛頓號完工時，報紙多稱其容積總噸為27,000噸，不過根據現今的資料記載，喬治·華盛頓號的容積總噸應為25,570噸。根據記載，喬治·華盛頓號的排水量約為37,000長噸（38,000公噸），是英國戰艦無畏號18420噸排水量的兩倍。喬治·華盛頓號的動力來源為兩具四脹式蒸汽引擎，能產生20,000匹馬力（15,000千瓦特）動力，時速高過製造商保證的18.5節（34.3每小時）。由於喬治·華盛頓號的設計主在強調舒適而非速度，因此每日僅需消耗350長噸（360公噸）的煤炭，為冠達郵輪旗下的盧西塔尼亞號和毛里塔尼亞號煤炭消耗量的三分之一。由於不需要使用大量的煤碳，能用在運載客貨的空間也就更多，喬治·華盛頓號最大能裝載13,000長噸（13,000公噸）重的貨物。該船使用史東-洛伊德（Stone-Lloyd）系統的液壓水密門，安裝於船上十三個水密隔艙。
喬治·華盛頓號的客艙能夠讓將近2,900名乘客搭乘，客艙分為四級，依序為頭等艙、二等艙、三等艙和統艙。頭等艙和二等艙能搭乘900人，剩餘的2,000名乘客則乘坐於三等艙或統艙。與一般郵輪的九層甲板規劃不同，喬治·華盛頓號採用八層甲板設計，這種設計能讓乘客感到更加寬闊。船上總共有31間含浴室的頭等艙，特製的皇家客房則由德國建築師魯道夫·亞歷山大·施洛德設計。除了頭等艙外，其他三等客艙皆以符合各級別的「舒適種類」（comfortable manner）進行裝潢。
頭等艙的公共客艙相當的奢華，內部還有德國壁畫藝術家奧托·伯爾哈根（德語：Otto Bollhagen）紀念喬治·華盛頓生平的壁畫。頭等艙的乘客們擁有一個寬闊的起居室、布魯諾·保羅設計裝潢的閱讀室、兩層樓的吸煙室和與船同寬的餐廳。紐約時報的一篇報導稱，被寬闊樓梯連接的雙層吸菸室，對頭等艙乘客來說是「最具吸引力」的地方。餐廳能容納350名乘客，二到六名的乘客能坐在「寬闊且可移動」的紅色摩洛哥椅圍繞著餐桌一起用餐。白與金色是餐廳使用的主要色調，牆壁以藍色為基底，並以花卉圖案裝飾，餐廳上方則是圓形的鍍金屋頂。
除此之外，船上還有一間備有「Swedish exercises」（一種伸展運動器材）的健身房、兩部給懶惰不想運動的人使用的電梯、一間開放給攝影師們的暗房、能容納20隻狗，並由一名管理員看管的狗舍、70乘50英尺（21乘15）大的日光浴間，裡面還有綠色和金色的掛毯，以及棕梠和各式各樣的花卉、一座在遮蓋甲板（Awning deck）上的露天咖啡廳。二等艙的乘客則有一間寬闊的餐廳、一間客廳和吸菸室，三等艙的乘客也有差不多的設施能使用。

## 北德意志-勞埃德時期
1909年6月12日，喬治·華盛頓號開始了它的處女航，自不來梅行經南安普頓和瑟堡前往美國紐約。該次航行的乘客總數為1,169人，其中包含一組德國記者、北德意志-勞埃德公司總裁菲利浦·海尼根，以及一隻名為「領事」（Consul）的黑猩猩，牠隸屬於威廉·莫利斯仲介公司旗下，將前往美國進行歌舞雜耍巡迴表演。
6月20日，勝家大樓掛上了和平聯盟（League of Peace）的官方旗幟來歡迎喬治·華盛頓號抵達紐約，晚上6點半時，喬治·華盛頓號停靠於北德意志-勞埃德在紐澤西霍博肯的凸堤碼頭。碰巧的是，一家奧匈帝國航運公司以喬治·華盛頓妻子命名的郵輪－瑪莎·華盛頓號也停靠在同個港口中。

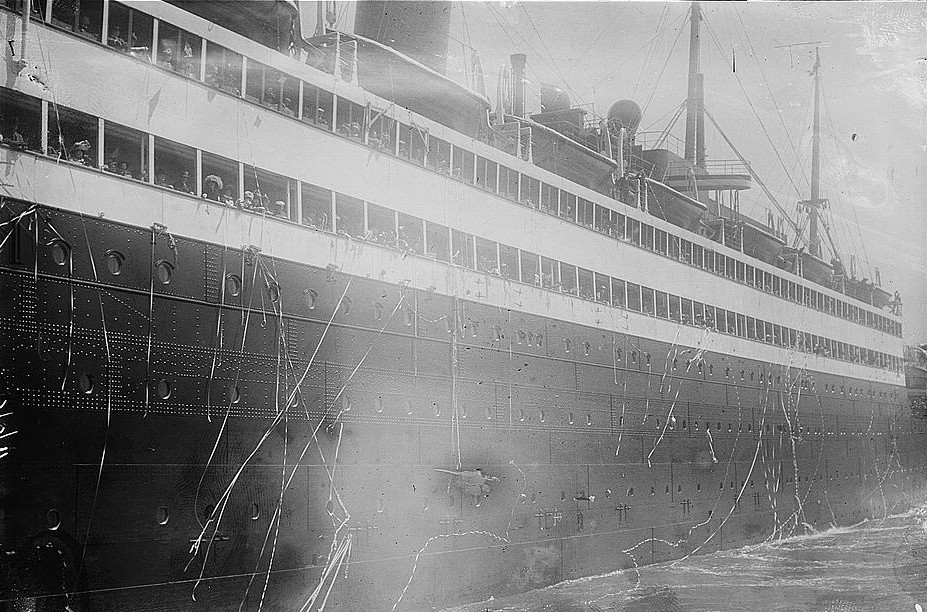
1910年，喬治·華盛頓號離開紐約市時的景像，可以看到人們從船上拋出彩色紙屑

6月22日，船上舉辦了一場記者午餐會，隔天下午，約3,000多名的美國革命女兒會成員，贈送了喬治·華盛頓號一個紀念銅牌。美國前眾議員和大使史蒂夫·L·伍德福德在贈送典禮上致詞，而該銅牌則置於頭等艙吸菸室樓梯的下方。自6月24日開始，北德意志-勞埃德將喬治·華盛頓號開放5日以供公眾參觀。
7月1日，喬治·華盛頓號開始了它的東行之旅，之後它定期航行於不來梅和紐約，中途停靠南安普敦及瑟堡。北德意志-勞埃德看到華盛頓（喬治·華盛頓號組員對它的暱稱）的成功後，很快的又下訂了一艘相似但更大的船。
1911年6月24日，喬治·華盛頓號參加了英國喬治五世的海上加冕閱兵。它被安排在商船隊伍中第二排的最前頭，且好好的「打扮」了一番。泰晤士報的報導中稱喬治·華盛頓號是出席閱兵的船艦中最大的。
1912年4月14日早上，喬治·華盛頓號行經紐芬蘭大淺灘南端前往紐約時，船上的組員發現了一座冰山。當天下午，喬治·華盛頓號以0.5英里（0.80）遠的距離經過冰山，組員估計在水線上的冰山高112英尺（34）、長410英尺（120）。完成紀錄船隻位置後，喬治·華盛頓號以無線電的方式警告同樣位於該區域的船隻。白星航運的鐵達尼號的一名無線電操作員在喬治·華盛頓號東方250海里（460）處收到這則警告。4月15日，在警告發出後不到12個小時，喬治·華盛頓號收到了含糊不清的信息，而這段信息的內容正是鐵達尼號在喬治·華盛頓回報發現冰山的位置附近與冰山相撞。愛德溫·德萊克澤爾（Edwin Drechsel）在他的兩本北德意志-勞埃德編年史中，比對了喬治·華盛頓號船員拍下的冰山照片（在他的書中第一次公開發表）和漢堡-美洲航運公司輪船－普林茲阿達爾伯特號船員所拍攝的鐵達尼號冰山照片，聲稱撞擊鐵達尼號的冰山，即是喬治·華盛頓所回報的冰山。

### 重要乘客
在北德意志-勞埃德公司營運期間，有許多重要或有趣的乘客乘坐喬治·華盛頓號往返歐洲。1909年8月，西格蒙德·佛洛伊德在他的同事卡爾·榮格和桑多爾·費倫齊陪同下，搭乘喬治·華盛頓號自不來梅前往紐約，開始他唯一一次的美國行。1910年2月，愛德華七世任命的樞密院顧問官（Privy Counsellor），同時也是銀行家的埃德加·施派爾搭乘它前往參訪美國。5月，溥儀的皇叔－載濤結束他為期4天的紐約參訪離船後，喬治·華盛頓號在離港時，在主桅掛上了清帝國國旗向其致意。10月，當時美國總統威廉·霍華德·塔夫脫的弟弟亨利·沃特斯·塔夫脫在結束歐洲參訪後，搭乘喬治·華盛頓號回到美國。12月，探險家弗雷德里克·庫克登上了這艘船，因為他聲稱抵達北極的真實性受到質疑，差點在船上與人打起架來。在同一個航班上的，還有德國演員恩斯特·馮·波薩特，他將前往紐約，參加他睽違20年首次在紐約的表演。
1911年1月，剛結束在大都會歌劇院皇室之子歌劇首演的作曲家恩格爾貝特·洪佩爾丁克，搭乘喬治·華盛頓號前往柏林準備進行該部歌劇的首演。4月時，美國雕塑家喬治·格列·巴納德因為一個名為國家道德保護協會（National Society for Protection of Morals）的組織，抗議其展放於哈里斯堡賓夕法尼亞州議會大廈前的裸體雕塑，為了處理這件事情而搭乘喬治·華盛頓號回到紐約。7月時，喬治·華盛頓號載著6隻白孔雀、2頭獅子、2隻大象、150隻猴子以及2,000隻金絲雀，從印度出發前往聖路易斯動物園。8月，有兩個重要人物搭乘了喬治·華盛頓號前往柏林。一個是梅西百貨合夥人之一－內森·史特勞斯（伊西多·史特勞斯的弟弟），他將代表美國出席舉辦在柏林的第三屆世界嬰兒保護大會（third world congress for the protection of infants）；其二是美國眾議員理查·巴爾托特，他受塔夫脫總統命令，要將美國人民的禮物：「弗里德里奇·威廉·馮·施托伊本的雕像」交送給德國政府，因此他和雕像一同搭乘喬治·華盛頓號前往柏林。
身為金融家和慈善家的小約翰·皮爾龐特·摩根，在1912年11結束他為期2個月的歐洲行後，搭乘喬治·華盛頓號返家，12月時，他的妻子也隨之搭乘喬治·華盛頓號返家。同樣搭乘11月航班的，還有蘇格蘭女高音歌手瑪莉·加登，她剛結束在蘇格蘭的假期。接下來的12月，和摩根太太搭乘同一船班的，還有德國歌劇女高音佛麗妲·亨佩和美國歌劇男高音里昂·萊斯。亨佩和萊斯分別與柏林皇家歌劇院和德累斯頓薩克森皇家歌劇院（Saxon Royal Opera of Dresden）合作。
1913年11月時，新婚的紐約地方助理檢察官弗朗西斯·鮑斯·塞爾，和他的妻子潔西·伍德羅·威爾遜·塞爾（她是美國總統伍德羅·威爾遜的女兒）搭乘喬治·華盛頓號前往歐洲度蜜月。他們在白宮舉行婚禮，之後搭乘喬治·華盛頓號的皇家客房。下一年的一月，英國劇作家威廉·薩默塞特·毛姆登上喬治·華盛頓號，悄悄離開了紐約。毛姆在去年的11月中旬抵達紐約，觀賞比利·伯克在他的新戲「承諾之地」（The Land of Promise）的紐約首演。
身為慈善家的名媛莎拉·波尔克·福尔，在1923年8月開始了為期六個月的歐洲之旅。她乘坐於喬治·華盛頓號的頭等艙中，並由她的女兒、女婿以及侍從陪同。旅途結束於1924年2月。

## 第一次世界大戰

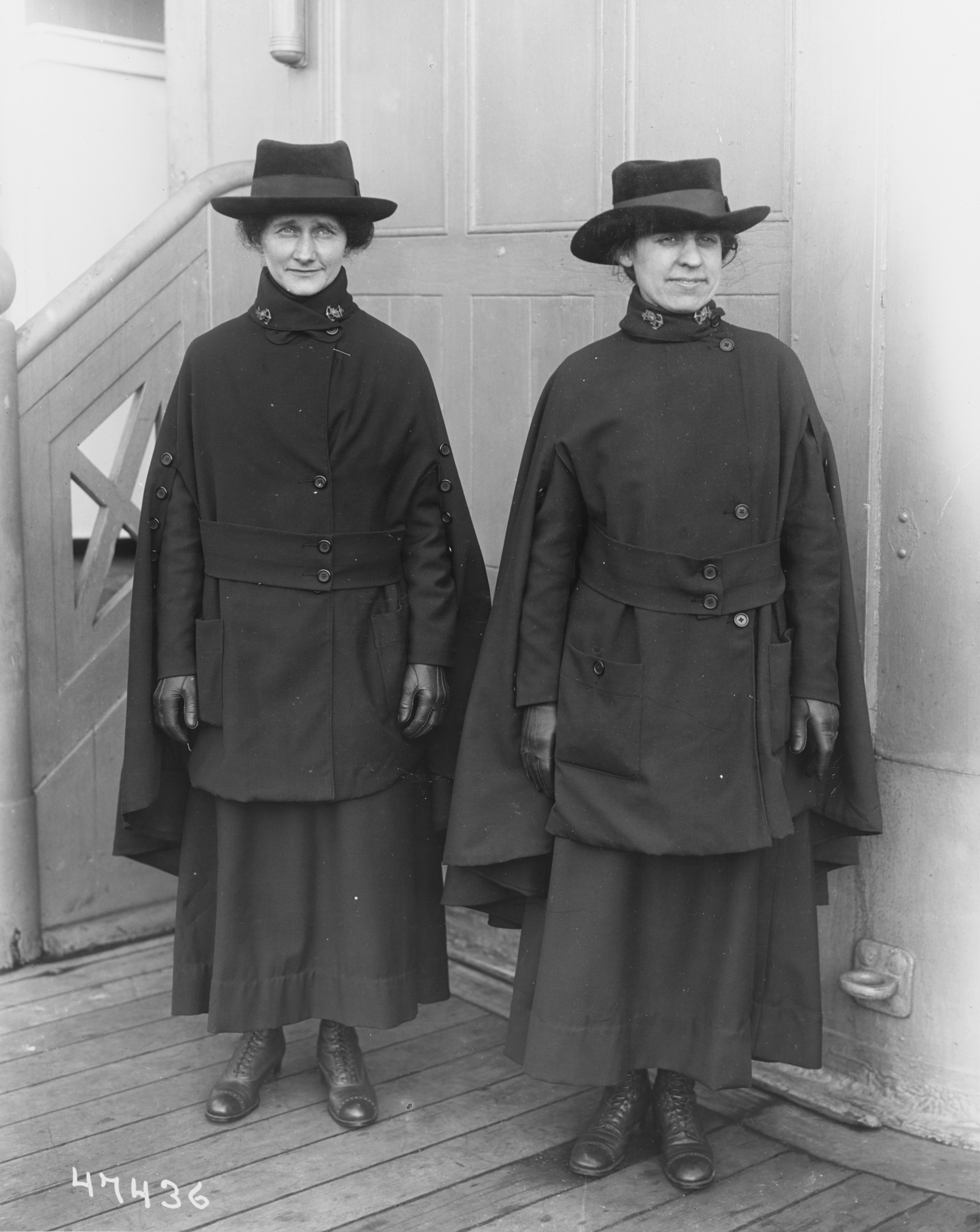
1918年12月，大西洋上的美國海軍護士

1914年一戰爆發後，喬治·華盛頓號在紐約港中尋求庇護。1917年，當美國加入戰爭後，喬治·華盛頓號被拖到紐約海軍造船廠準備改裝成運兵船。同年9月6日，喬治·華盛頓號開始投入使用，由埃德溫·T·波洛克（Edwin T. Pollock）指揮。
1917年12月4日，喬治·華盛頓號開始了它的第一次運兵任務，然後在接下來的2年中航行了18趟之多，以支援美國遠征軍。期間，它也航行過數次特殊運輸任務。1918年12月4日，美國總統伍德羅·威爾遜和其他巴黎和會的美國代表，一同搭乘喬治·華盛頓號前往歐洲。航行期間，它在賓夕法尼亞號戰艦與其它在12月13日加入的10艘戰艦和28艘驅逐艦護送下抵達布雷斯特，充分展現了美國的海軍實力。運載4,000名士兵回國後，1919年1月，喬治·華盛頓號載著時任海軍部助理部長的富蘭克林·羅斯福，以及中國和墨西哥的巴黎和會代表前往法國。然後在2月24日再載著威爾遜返回美國。
1919年3月13日，威爾遜再次乘坐喬治·華盛頓號抵達法國，然後在7月8日會議結束後返國時，也是搭乘喬治·華盛頓號。旅途中，喬治·華盛頓號配備了在當時為新科技的無線電話（Radiotelephone），讓威爾遜能跟位於華盛頓的官員談話。此外，船上也安裝廣播發送器以提供部隊一些娛樂。美國國慶日時，威爾遜透過廣播向隨行的船隻發送演講，這是首次有美國總統透過廣播發表演說，不過威爾遜在演講時站的離麥克風太遠，但技術人員卻不敢叫他站到正確的位置。
1919年秋季，喬治·華盛頓號載著比利時國王阿爾貝一世夫婦一行人於10月2日到訪紐約，之後在11月12日回到布雷斯特。1919年11月28日，喬治·華盛頓號除役，在此之前，它總計運送48,000名旅客前往歐洲、34,000人前往美國。1920年1月28日，喬治·華盛頓號移交給美國海運委員會。

### 手斧報

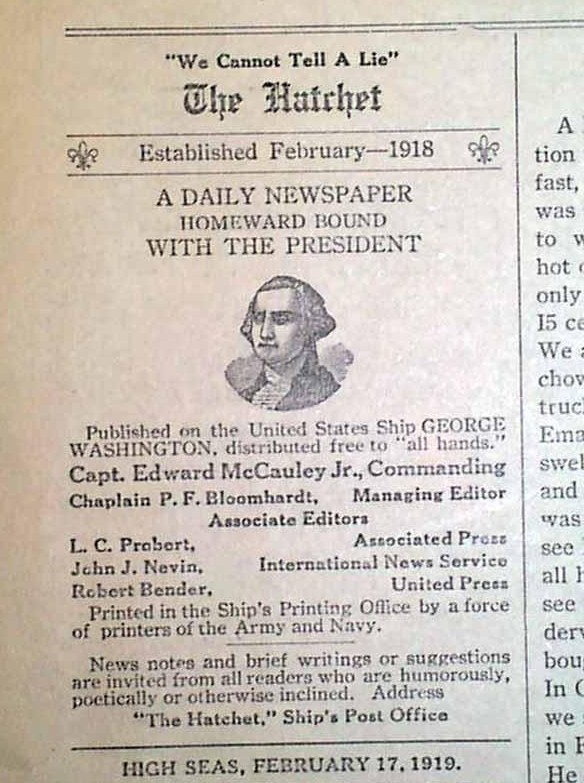
1919年2月的《手斧報》，上面記載了報紙的投稿人

《手斧報》創立於1918年2月，目的是為了減輕在危險區域工作的士兵、水手和軍官的壓力，由具有文學素養的軍官負責編寫，然後交由部隊中有出版和印刷經驗的人負責發行。首刊的印刷僅使用了一台小型手壓機，原先只印刷了5,000份，不過後來增加了2,000份。報紙的名稱：手斧，來自於華盛頓砍倒櫻桃樹的故事。該報最先只有一張，新聞的來源仰賴船上生活和無線電。1919年時的報紙列出了當時的編輯組：隨船牧師為總編輯，該報共有三名分別來自美聯社、國際通信社以及合眾國際社的記者，副編輯則由合眾國際社的記者兼任。後來該報利用船上的印刷機印刷，而報紙的版面大小大約為9乘8英寸（23乘20）。該報的座右銘為：「我們不能說謊」（We Cannot Tell a Lie），頭版則會寫著：「大西洋上發行量最大的報紙」（The Largest Circulation On The Atlantic Ocean）。

## 戰間期
移交給美國海運委員會（United States Shipping Board，簡稱USSB）後，喬治·華盛頓號載著受法國政府邀請的250名美國退伍軍人協會的成員前往法國。之後，海運委員會針對跨大西洋航行對喬治·華盛頓號進行修繕，然後美國郵務汽船公司租借，1921年3月時，喬治·華盛頓號再次航往歐洲。1921年8月，郵務汽船公司被美國政府接手，更名為美國海運。1930年，喬治·華盛頓號載著美國第一批金星母親前往法國，參觀她們兒子的墳墓。喬治·華盛頓號一直服務於跨大西洋航線，直到1931年為止，之後就被閒置於馬利蘭州帕塔克森特河。

## 第二次世界大戰
1941年1月28日，美國海軍重新自美國航運委員會取得喬治·華盛頓號，然後在1941年3月14日，喬治·華盛頓號改名為凱特林號（USS Catlin (AP-19)）。該名出自於美國海軍陸戰隊准將阿爾伯提斯·W·凱特林。但是它的燃煤引擎太慢了，沒辦法抵禦潛艇的攻擊，因此在1941年9月26日再次除役。1941年9月29日，英國由於亟需運輸艦，因此在租借法案下取得了喬治·華盛頓號，但是在航往紐芬蘭後，他們發現喬治·華盛頓號老舊的鍋爐無法安全且充足的產生蒸氣以驅動引擎。再來是無法取得經驗充足的管理人員，因為在1930年代，使用燃油引擎的船隻已經幾乎取代了燃煤引擎的船隻。由於不適合作戰使用，英國在1942年4月7日把它還給了戰時航運管理局。
之後在一般代理協議（General Agency Agreement）下，喬治·華盛頓號交由阿拉巴馬州莫比爾的沃特曼汽船公司營運，並駛往巴拿馬。1942年9月5日交還給戰時航運管理局後，當局決定將其在陶德造船廠位於布魯克林的船廠中更換燃油引擎。1943年4月17日完工後，它被美國陸軍租用。1943年4月和5月間，它載著士兵從卡薩布蘭卡回到紐約。
1943年7月，喬治·華盛頓號自紐約起航，航經巴拿馬運河前往洛杉磯和澳洲布里斯班。回到洛杉磯後，9月，它出發前往孟買和開普敦，最後在1943年12月返回紐約，完成了它的環球之旅。1944年1月，喬治·華盛頓號定期航往英國和地中海，再次攜帶部隊支援位於歐洲的盟軍，經常停靠於南安普敦、利物浦和勒阿弗尔。
喬治·華盛頓號於1947年4月21日停止服役，並交還給航運委員會。此後它一直停靠在巴爾的摩，但在1951年1月16日的一場大火燒毀了它，最後在1951年2月13日拆解並做為廢鐵出售給巴爾的摩波士頓金屬公司。

### 引用
1. ↑  . The Christian Science Monitor. 1912-04-29: 14.
2. 1 2 3 4  Drechsel, p. 374.
3. ↑   (pdf). The New York Times. 1908年11月11日: 4  [2008-08-01]. （原始内容存档 (PDF)于2021-01-19）.
4. 1 2   (pdf). The New York Times. 1909-06-20: 4  [2008-08-01]. （原始内容存档 (PDF)于2021-01-19）.
5. 1 2 3 4  Bonsor, p. 570.
6. 1 2  . The Times. 1908-12-11: 16.
7. ↑  Bonsor, p. 533.
8. ↑  . The Times. 1908-11-09: 5.
9. ↑  Putnam, p. 164.
10. 1 2 3 4 5 6 7 8  . The Times. 1090-06-14: 15.
11. 1 2 3 4 5 6   (pdf). The New York Times. 1909-07-21: 7  [2008-08-01]. （原始内容存档 (PDF)于2021-01-19）.
12. 1 2 3 4 5   (pdf). The New York Times. 1909-06-20: 3  [2008-08-01]. （原始内容存档 (PDF)于2021-01-19）.
13. ↑   (pdf). The New York Times. 1908-12-27: C2  [2008-08-01]. （原始内容存档 (PDF)于2021-01-19）.
14. ↑  . 國家教育研究院.   [2019-07-03]. （原始内容存档于2020-11-22）.
15. ↑   (pdf). The New York Times. 1909-06-21: 7  [2008-08-01]. （原始内容存档 (PDF)于2021-01-19）.
16. ↑   (pdf). The New York Times. 1909-06-23: 7  [2008-08-01]. （原始内容存档 (PDF)于2021-01-19）.
17. ↑  . The Christian Science Monitor. 1909-06-24: 7.
18. ↑  . The Washington Post. 1909-07-01: 7, col. 4.
19. ↑  Norddeutscher Lloyd, p. 68.
20. ↑  見Drechsel, p. 374.中的圖片
21. ↑  . The Times. 1911-06-26: 10.
22. 1 2  Drechsel, pp. 33–34.
23. ↑  Drechsel, p. 32.
24. ↑  . The Christian Science Monitor. 1910-02-12: 2.
25. ↑   (pdf). The New York Times. 1910-05-06: 4  [2008-08-03]. （原始内容存档 (PDF)于2021-01-19）.
26. ↑  . The Wall Street Journal. 1910-10-11: 2.
27. ↑   (pdf). The New York Times. 1910-12-23: 1  [2008-08-03]. （原始内容存档 (PDF)于2021-01-19）.
28. ↑   (pdf). The New York Times. 1910-12-23: 13  [2008-08-03]. （原始内容存档 (PDF)于2021-01-19）.
29. ↑   (pdf). The New York Times. 1911-01-04: 9  [2008-08-03]. （原始内容存档 (PDF)于2021-01-19）.
30. ↑  . The Washington Post. 1911-04-25: 2.
31. ↑  . The Washington Post. 1911-07-06: 6.
32. ↑   (pdf). The New York Times. 1911-08-20: 9  [2008-08-03]. （原始内容存档 (PDF)于2021-01-19）.
33. ↑  . The Christian Science Monitor. 1911-08-19: 6.
34. ↑  . The Christian Science Monitor. 1912-11-25: 4.
35. 1 2   (pdf). The New York Times. 1912-11-15: C2  [2008-08-03]. （原始内容存档 (PDF)于2021-01-19）.
36. ↑  . Los Angeles Times. 1912-11-26: I-5.
37. ↑  . The Washington Post. 1913-11-27: 1.
38. ↑   (pdf). The New York Times. 1914-01-05: 9  [2008-08-03]. （原始内容存档 (PDF)于2021-01-19）.
39. ↑  . www.familysearch.org.   [2018-10-22].
40. ↑  . www.familysearch.org.
41. 1 2 3 4 5 6 7 8  Naval Historical Center. . DANFS.
42. ↑   (PDF). The New York Times. 1918-12-04: 3  [2019-06-01]. （原始内容存档 (PDF)于2021-01-19）.
43. ↑   (PDF). The New York Times. 1918-12-15: 15  [2019-06-01]. （原始内容存档 (PDF)于2021-01-19）.
44. ↑  .   [2019-06-01]. （原始内容存档于2020-11-22）.
45. ↑  . The Electrician: 759. 1921-12-16.
46. ↑  John H. Payne. . General Electric Review: 804－806. 1920-10.
47. ↑  Pollock, Captain Edwin T. and Bloomhardt, Lieut. Paul F. (compiled by),The Hatchet of the U.S. Ship "George Washington, 1919
48. ↑  手斧報的細節來自於販售該報某刊的掃描版。見：該報封面、 該報文章以及該報社論
49. ↑  Bone, David W., E:Merchantman Rearmed, Chapter XIII.  Chatto and Windus, London, 1949.

## 外部連結
- 维基共享资源上的相關多媒體資源：喬治·華盛頓號郵輪